# 第46回全国社会人サッカー選手権大会
第46回全国社会人サッカー選手権大会（だい46かいぜんこくしゃかいじんサッカーせんしゅけんたいかい）は、2010年10月15日から10月20日まで山口県で開かれた全国社会人サッカー選手権大会である。本大会は第66回国民体育大会（おいでませ!山口国体）のリハーサル大会も兼ねて行われた。

## 概要
本大会出場は下記により選出された32チーム
- 9地域から各1チーム
- 前年度（21年度）各地域の全社連登録数の比率で22チームを配分。
- 開催都道府県代表1チーム

優勝、及び準優勝チームには第34回全国地域サッカーリーグ決勝大会への出場権が与えられる。ただし、本大会優勝・準優勝チームが全国地域サッカーリーグ決勝大会に各地域リーグから選出されている場合は、本大会第4位チームまでの2チームに出場権を与える。
さらに地域リーグ優勝によりすでに地域決勝の出場権を得ているか、あるいはこの大会で出場権を得ながら出場辞退のクラブが発生した場合は、2010年度の全国社会人サッカー連盟加盟クラブ数の多い地域から順番に、その地域の地域リーグ2位のクラブ（繰り上げが生じた場合は3位クラブ）に繰り上げ出場権を与える。

## 会場
山陽小野田市
- 山口県立おのだサッカー交流公園サッカー場
- 山口県立おのだサッカー交流公園多目的スポーツ広場（人工芝2面）

山口市
- 山口きらら博記念公園サッカー・ラグビー場
- 山口きらら博記念公園スポーツ広場

下関市
- 下関市営下関陸上競技場
- 下関市乃木浜総合公園（天然芝2面）

## 出場チーム
北海道社会人サッカー連盟  3 チーム
- ノルブリッツ北海道（北海道）
- 札大GP（北海道）
- 新日鐵室蘭（道南ブロック）

東北社会人サッカー連盟  2 チーム
- 福島ユナイテッドFC（東北1部）
- グルージャ盛岡（東北1部）

関東社会人サッカー連盟  6 チーム
- 坂戸シティFC（埼玉県1部）
- 市川サッカークラブ（千葉県1部）
- SC相模原（神奈川県1部）
- tonan前橋サテライト（群馬県1部）
- tonan前橋（関東1部）
- ヴェルフェたかはら那須（関東1部）

北信越社会人サッカー連盟  2 チーム
- テイヘンズFC（北信越1部）
- AC長野パルセイロ（北信越1部）

東海社会人サッカー連盟  4 チーム
- 矢崎バレンテ（東海1部）
- shizuoka.藤枝MYFC（東海1部）
- トヨタ蹴球団（東海2部）
- マルヤス工業（東海1部）

関西社会人サッカー連盟  5 チーム
- 三洋電機洲本（関西1部）
- アイン食品（関西1部）
- 阪南大クラブ（関西1部）
- FC大阪（大阪府1部）
- ラランジャ京都（関西1部）

中国社会人サッカー連盟  3 チーム
- ヴォラドール松江（中国）
- SC鳥取ドリームス（鳥取県1部）
- デッツォーラ島根（中国）

四国社会人サッカー連盟  2 チーム
- カマタマーレ讃岐（四国）
- 三洋電機徳島（四国）

九州社会人サッカー連盟  4 チーム
- HOYO Atletico ELAN大分（九州）
- ヴォルカ鹿児島（九州）
- 新日鐵大分（九州）
- FC KAGOSHIMA（鹿児島県1部）

開催地（山口）
- レノファ山口（中国）

## 試合スケジュール

### 1回戦
| 2010年10月16日 | Tonan前橋                     | 2 - 1 (延長)   | FC KAGOSHIMA | 下関市乃木浜総合公園（A） |  |
|                | 80+4分 (o.g.) · 関根秀輝 98分 | 公式記録 (PDF) | 田上裕 6分   |                           |  |

| 2010年10月16日 | ヴォラドール松江                            | 3 - 0          | テイヘンズFC | 下関市乃木浜総合公園（A） |  |
|                | 尾島徹哉 51分 · 澁山勇希 53分 · 小川優 76分 | 公式記録 (PDF) |              |                           |  |

| 2010年10月16日 | ヴォルカ鹿児島 | 0 - 5          | カマタマーレ讃岐                                                      | 下関市乃木浜総合公園（B） |  |
|                |                | 公式記録 (PDF) | 齋藤良平 13分 · 朝比奈祐作 60分, 70分 · 岡本秀雄 63分 · 吉澤佑哉 69分 |                           |  |

| 2010年10月16日 | 新日鐵室蘭 | 0 - 4          | アイン食品                                                  | 下関市乃木浜総合公園（B） |  |
|                |            | 公式記録 (PDF) | 坂本勇一 12分 · 井上久司 18分 · 岡本祐士 66分 · 定和成 76分 |                           |  |

| 2010年10月16日 | 坂戸シティFC                | 2 - 4          | トヨタ蹴球団                                        | 山口県立おのだサッカー交流公園サッカー場 |  |
|                | 鈴木竜基 25分 · 矢内徹 28分 | 公式記録 (PDF) | 杉本泰之 46分 · 鈴木淳也 59分, 71分 · 田村亮介 77分 |                                          |  |

| 2010年10月16日 | FC大阪                          | 2 - 4 (延長)   | ノルブリッツ北海道                                                 | 山口県立おのだサッカー交流公園サッカー場 |  |
|                | 國田直志 30分 · 岡本竜之介 86分 | 公式記録 (PDF) | 伊古田建夫 13分 · 相木良介 93分 · 桂田直和 96分 · 松田隆志 100+1分 |                                          |  |

| 2010年10月16日 | SC相模原      | 1 - 0          | デッツォーラ島根 | 山口県立おのだサッカー交流公園多目的スポーツ広場人工芝（A） |  |
|                | 齋藤将基 50分 | 公式記録 (PDF) |                  |                                                             |  |

| 2010年10月16日                             | 矢崎バレンテ                  | 2 - 2 (延長) (5 - 4 PK戦)                  | グルージャ盛岡                | 山口県立おのだサッカー交流公園多目的スポーツ広場人工芝（A） |  |
|                                            | 前川考司 46分 · 萩田祐介 72分 | 公式記録 (PDF)                             | 上山愛史 44分 · 松田賢太 59分 |                                                             |  |
|                                            |                               | PK戦                                       |                               |                                                             |  |
| 松尾昌則 大森敬之 池田末廣 渡邊俊 井口大輔 |                               | 松田賢太 大原卓丈 市村瞬 佐藤佳成 東山裕太 |                               |                                                             |  |

| 2010年10月16日 | 阪南大クラブ  | 1 - 0          | Tonan前橋サテライト | 山口県立おのだサッカー交流公園多目的スポーツ広場人工芝（A） |  |
|                | 片山雄大 46分 | 公式記録 (PDF) |                     |                                                             |  |

| 2010年10月16日 | shizuoka.藤枝MYFC          | 2 - 4          | SC鳥取ドリームス                                                | 山口県立おのだサッカー交流公園多目的スポーツ広場人工芝（B） |  |
|                | 石田博行 9分 · 67分 (o.g.) | 公式記録 (PDF) | 小林崇法 10分 · 下屋敷恒太郎 49分 · 太田遼 52分 · 堀徹也 80+3分 |                                                             |  |

| 2010年10月16日 | ヴェルフェたかはら那須 | 1 - 0          | マルヤス工業 | 山口県立おのだサッカー交流公園多目的スポーツ広場人工芝（B） |  |
|                | 菊地洋平 45分          | 公式記録 (PDF) |              |                                                             |  |

| 2010年10月16日 | 福島ユナイテッドFC                                                              | 6 - 0          | 三洋電機洲本 | 山口県立おのだサッカー交流公園多目的スポーツ広場人工芝（B） |  |
|                | 金功青 14分 · 時崎塁 32分, 35分 · 森戸壮介 46分 · 伊藤卓也 58分 · 久野純弥 69分 | 公式記録 (PDF) |              |                                                             |  |

| 2010年10月16日 | 新日鐵大分                      | 2 - 1          | 札大GP        | 山口きらら博記念公園サッカー・ラグビー場 |  |
|                | 古園純一郎 14分 · 清武勇太 43分 | 公式記録 (PDF) | 畠山直人 31分 |                                          |  |

| 2010年10月16日 | 三洋電機徳島 | 1 - 2          | レノファ山口                  | 山口きらら博記念公園サッカー・ラグビー場 |  |
|                | 高木卓 73分  | 公式記録 (PDF) | 田中佑治 29分 · 福原康太 51分 |                                          |  |

| 2010年10月16日 | 市川サッカークラブ | 0 - 2          | ラランジャ京都                                | 山口きらら博記念公園スポーツ広場 |  |
|                |                    | 公式記録 (PDF) | 丸田隆良 52分 · フェリックス・ゴンザレス 64分 |                                  |  |

| 2010年10月16日 | HOYO Atletico ELAN大分 | 0 - 2          | AC長野パルセイロ              | 山口きらら博記念公園スポーツ広場 |  |
|                |                        | 公式記録 (PDF) | 要田勇一 35分 · 大橋良隆 80分 |                                  |  |

### 2回戦
| 2010年10月17日                               | Tonan前橋           | 2 - 2 (延長) (5 - 4 PK戦)                  | ヴォラドール松江  | 下関市乃木浜総合公園（A） |  |
|                                              | 氏家英行 14分, 97分 | 公式記録 (PDF)                             | 吉岡優 28分, 99分 |                           |  |
|                                              |                     | PK戦                                       |                   |                           |  |
| 関根秀輝 山田智也 柳澤宏太 氏家英行 森田真吾 |                     | 樋口富夫 油木智広 澁山勇希 松本弘樹 吉岡優 |                   |                           |  |

| 2010年10月17日 | カマタマーレ讃岐 | 1 - 0          | アイン食品 | 下関市乃木浜総合公園（A） |  |
|                | 吉澤佑哉 23分    | 公式記録 (PDF) |            |                           |  |

| 2010年10月17日 | トヨタ蹴球団                                            | 4 - 3          | ノルブリッツ北海道                                | 下関市乃木浜総合公園（B） |  |
|                | 蓮尾和也 40+2分 · 鈴木淳也 51分, 80+7分 · 秋山誠 80+5分 | 公式記録 (PDF) | 相木良介 40分 · 山田庸介 80+2分 · 松田隆志 80+3分 |                           |  |

| 2010年10月17日 | SC相模原                                                                 | 6 - 0          | 矢崎バレンテ | 下関市乃木浜総合公園（B） |  |
|                | 齋藤将基 5分 · ジエゴ・カンポス 16分, 26分, 39分, 80+1分 · 吉岡航平 73分 | 公式記録 (PDF) |              |                           |  |

| 2010年10月17日 | 阪南大クラブ                                  | 3 - 0          | SC鳥取ドリームス | 山口県立おのだサッカー交流公園サッカー場 |  |
|                | 林大地 52分 · 金城基樹 70分 · 加藤雄大 80+3分 | 公式記録 (PDF) |                  |                                          |  |

| 2010年10月17日 | ヴェルフェたかはら那須 | 0 - 1          | 福島ユナイテッドFC | 山口県立おのだサッカー交流公園サッカー場 |  |
|                |                        | 公式記録 (PDF) | 金光栄大 37分      |                                          |  |

| 2010年10月17日 | 新日鐵大分                                                          | 5 - 3 (延長)   | レノファ山口                                 | 山口きらら博記念公園スポーツ広場 |  |
|                | 三重野宏 63分 · 清武勇太 75分, 96分 · 長木通憲 80分 · 徳永拓也 89分 | 公式記録 (PDF) | 福原康太 4分 · 安田忠臣 22分 · 田村隆生 27分 |                                  |  |

| 2010年10月17日 | ラランジャ京都  | 1 - 2 (延長)   | AC長野パルセイロ      | 山口きらら博記念公園スポーツ広場 |  |
|                | 奈良崎千喜 28分 | 公式記録 (PDF) | 宇野沢祐次 60分, 87分 |                                  |  |

### 準々決勝
| 2010年10月18日 | Tonan前橋 | 0 - 2          | カマタマーレ讃岐                | 山口県立おのだサッカー交流公園サッカー場 |  |
|                |           | 公式記録 (PDF) | 岡本秀雄 51分 · 吉澤佑哉 80+4分 |                                          |  |

| 2010年10月18日 | トヨタ蹴球団 | 0 - 3          | SC相模原                              | 山口県立おのだサッカー交流公園サッカー場 |  |
|                |              | 公式記録 (PDF) | 齋藤将基 22分, 41分 · 坂井洋平 80+2分 |                                          |  |

| 2010年10月18日 | 阪南大クラブ | 0 - 2          | 福島ユナイテッドFC            | 山口きらら博記念公園サッカー・ラグビー場 |  |
|                |              | 公式記録 (PDF) | 久野純弥 34分 · 古西祥 80+3分 |                                          |  |

| 2010年10月18日 | 新日鐵大分 | 0 - 1 (延長)   | AC長野パルセイロ | 山口きらら博記念公園サッカー・ラグビー場 |  |
|                |            | 公式記録 (PDF) | 本城宏紀 90+2分  |                                          |  |

### 準決勝
| 2010年10月19日 | カマタマーレ讃岐  | 2 - 0          | SC相模原 | 山口きらら博記念公園サッカー・ラグビー場 |  |
|                | 飯塚亮 66分, 74分 | 公式記録 (PDF) |          |                                          |  |

| 2010年10月19日 | 福島ユナイテッドFC            | 2 - 4 (延長)   | AC長野パルセイロ                             | 山口きらら博記念公園サッカー・ラグビー場 |  |
|                | 小林康剛 64分 · 平岡佑太 86分 | 公式記録 (PDF) | 要田勇一 36分, 87分, 100分 · 高野耕平 90+3分 |                                          |  |

### 3位決定戦
| 2010年10月20日 | SC相模原                                                                   | 5 - 1          | 福島ユナイテッドFC | 下関市立下関陸上競技場 |  |
|                | 齋藤将基 6分, 62分 · 金澤大将 39分 · ジエゴ・カンポス 66分 · 木下伸二 79分 | 公式記録 (PDF) | 田中翔太 59分      |                        |  |

### 決勝
| 2010年10月20日 | カマタマーレ讃岐              | 2 - 0          | AC長野パルセイロ | 下関市立下関陸上競技場 |  |
|                | 下松裕 61分 · 森田栄治 80+4分 | 公式記録 (PDF) |                  |                        |  |

## 決勝大会成績
1. カマタマーレ讃岐
2. AC長野パルセイロ
3. SC相模原
4. 福島ユナイテッドFC

1位讃岐と2位長野は地域リーグ優勝により、3位相模原はJリーグ加盟を標榜するクラブに対する優遇措置の適用により、いずれも既に地域決勝出場権を獲得しているため、4位の福島に地域決勝出場権が与えられた。これにより、地域決勝の出場チームが12に満たなかったため、関東1部2位のさいたまSCの繰り上げ出場が決定した。